# Rejon babajewski
Rejon babajewski (ros. Бабаевский район) – jednostka administracyjna, jeden z 26 rejonów w obwodzie wołogodzkim wchodzącym w skład Federacji Rosyjskiej. W 2022 liczyła 18549 mieszkańców.